# Categoría taxonómica
En biología, es el nivel jerárquico en el que se clasifica científicamente a cada grupo de organismos o taxones, atendiendo a su semejanza (escuela fenética) o proximidad filogenética (escuelas cladista y evolucionista). Las categorías taxonómicas se estructuran en una jerarquía de inclusión, en la que un grupo abarca a otros menores y éste, a su vez, queda subordinado a uno mayor. De esta manera, los taxones quedan agrupados dentro de un rango taxonómico o categoría taxonómica que los incluye. El nombre de las especies se distingue de los de taxones de otros rangos por consistir en dos palabras indisociables. 
Las categorías taxonómicas principales, ordenadas de más a menos inclusivas, son: dominio, reino, filo o división, clase, orden, familia, género, especie.
Estas categorías principales se pueden agrupar o dividir en otras intermedias o subordinadas, como subfilo (división de un filo), superfamilia (agrupación de familias), tribu (división entre subfamilia y género), subespecie (división de una especie), etc.

## Categorías taxonómicas
- Dominio, la categoría que separa a los seres vivos por sus características celulares. Por esta razón, existen dos sistemas de dominios: el más antiguo (Prokaryota y Eukaryota) y el más reciente (Archaea, Bacteria y Eukarya).

- Reino: esta categoría divide a los seres vivos por su naturaleza en común. Archaea y Bacteria son tanto reinos como dominios, por ser unicelulares, procariontes y diferenciarse en otras características bioquímicas y biofísicas. El dominio de Eukaryota se divide a su vez en cinco reinos: Monera (organismos unicelulares, procariotas, autótrofos y heterótrofos); Protista (organismos unicelulares y pluricelulares, heterótrofos y autótrofos); Fungi (organismos heterótrofos unicelulares y pluricelulares, como hongos y levaduras); Plantae (organismos pluricelulares autótrofos sin locomoción); y Animalia (organismos pluricelulares heterótrofos y locomotores).
- Filo o división (fuera de la zoología), la categoría que agrupa a los seres vivos por su mismo sistema de organización. Ejemplo: en el reino animal, los bivalvos, los gasterópodos y los cefalópodos tienen el mismo tipo de tejidos, reproducción, órganos y sistemas, por lo tanto se agrupan en el filo Mollusca.

- Clase. Los filos (o divisiones) se dividen en clases por las características más comunes que hay entre ellos, es decir, por las semejanzas mayores que existan entre los integrantes de un filo. En el filo Mollusca, por ejemplo, hay miles de moluscos y algunos de ellos, por ausencia de concha, se agrupan en la clase Aplacophora.

- Orden. También ésta es una división de la categoría anterior; el orden es una división de la clase que también se basa en características comunes de algunos seres vivos dentro de una clase. Dentro de la clase Mammalia, por ejemplo, se encuentra el orden Primates, que contiene a todos los seres vivos con cinco dedos, un patrón dental común y una primitiva adaptación corporal.

- Familia es una división de la categoría precedente. Una familia es la agrupación de seres vivos con características comunes dentro de su orden. Ejemplo: el orden Primates incluye la familia Hominidae, que comprende a los primates bípedos.

- Género. Es la categoría taxonómica que agrupa a las especies relacionadas entre sí por medio de la evolución. De la familia Hominidae, por ejemplo, el género Homo comprende a Homo sapiens y sus antecesores más próximos.

- Especie. Es la categoría básica. Es usada para referirse a un grupo de individuos que cuentan con las mismas características permitiendo la descendencia fértil entre ellos. Ejemplo: un ser humano actual (Homo sapiens) puede relacionarse con otro humano del sexo opuesto y reproducirse, teniendo descendencia fértil.

## Categorías subordinadas
La necesidad de pormenorizar la clasificación obligó a establecer categorías intermedias que se forman, sobre todo, añadiendo prefijos a las existentes. Los prefijos en uso son super-, sub- e infra-. Es necesario subrayar que algunas de las que se deducen de esta regla no se usan en absoluto; en particular, supergénero, que es sustituido por la tribu, y superespecie, que en botánica es sustituida por grex. También hay casos comunes de subgénero, subespecie, variedad y raza, y no tan comunes, como subtribu.
Aquí, en esta tabla, está el ejemplo de la especie Homo sapiens, explicando el por qué se agrupan en diversas categorías.
| Categoría    | ¿Qué agrupa? | Ejemplo                                        | Explicación |
| ------------ | --- | ---------------------------------------------- | --- |
| Superdominio | El "superdominio" agrupa a dos dominios más estrechamente emparentados. | Neomura                                        | Este superdominio agrupa los eucariotas y las arqueas dos dominios que comprenden un clado monofilético, sin las bacterias. |
| Dominio      | El dominio agrupa a los seres vivos por sus características celulares. | Eukarya                                        | El dominio Eukaryota agrupa a todos los organismos cuyas células poseen núcleo diferenciado y orgánulos de doble membrana (p. ej. mitocondrias). |
| Subdominio   | Los "subdominios" agrupan a los miembros de un dominio por diferenciarse de los otros. | Unikonta                                       | Este "subdominio" agrupa a aquellos organismos eucariotas derivados de un antepasado común unicelular con un solo cilio. |
| Infradominio | El "infradominio" agrupa a los miembros de los "subdominios" por otros detalles importantes. | Opisthokonta                                   | "Infradominio" que agrupa a aquellos unicontos derivados de un antepasado común unicelular con el cilio orientado hacia atrás. Incluye organismos tanto unicelulares como multicelulares: hongos y animales. |
| Superreino   | El superreino agrupa a los miembros de los "infradominios" por otros detalles importantes. | Holozoa                                        | "Superreino" que agrupa a los opistocontos más similares a los animales y estrechamente emparentados con ellos. |
| Reino        | El reino agrupa a los seres vivos por su naturaleza en común. | Animalia                                       | Agrupa a organismos multicelulares de células eucariotas sin pared celular ni cloroplastos, que pueden organizarse en tejidos y con reproducción sexual. |
| Subreino     | El subreino agrupa también a los miembros de un reino por características comunes. | Eumetazoa                                      | A este subreino pertenecen todos los animales que cuentan con tejidos diferenciados, boca, cavidad digestiva permanente, nervios, órganos sensoriales y músculos. |
| Infrarreino  | El "infrarreino" divide a los miembros de un subreino por las características en común. | Bilateria                                      | Este "infrarreino" agrupa a los animales con simetría bilateral y un eje antero-posterior, tracto digestivo con boca y ano, mesodermo (tercera capa embrionaria), cerebro más o menos diferenciado o complejo y órganos excretores. |
| Superfilo    | El superfilo agrupa a varios filos en uno solo. | Deuterostomia                                  | Este superfilo agrupa a los animales en los que se forma el ano a partir del blastoporo embrionario. Es un grupo con patrones corporales muy diversos. |
| Filo         | El filo junta a todos los seres vivos con el mismo sistema de organización. | Chordata                                       | Son animales que presentan, al menos en algún momento del desarrollo embrionario, notocorda, tubo neural hueco en posición dorsal, hendiduras branquiales y cola. |
| Subfilo      | El subfilo reúne a los integrantes del filo por características comunes. | Vertebrata                                     | Son aquellos cordados que poseen endoesqueleto segmentado, cartilaginoso u óseo, cubriendo la médula espinal. |
| Infrafilo    | El infrafilo también divide a los integrantes de la categoría anterior; agrupa a los integrantes de un subfilo en un infrafilo. | Gnathostomata                                  | Son aquellos vertebrados con mandíbulas articuladas. |
| Superclase   | La superclase es un conjunto de clases. | Tetrapoda                                      | Son gnatóstomos con cuatro extremidades tipo quiridio, formadas cada una por tres regiones. Incluye a aquellos taxones en los que las extremidades están atrofiadas o perdidas secundariamente en su línea evolutiva (como en ballenas o serpientes). No debe confundirse con el cuadrupedismo.                                                                              |
| Clase        | La clase agrupa a los seres vivos con semejanzas entre sí que hay dentro de un filo. | Mammalia                                       | Tetrápodos de temperatura constante, poseen pelo en mayor o menor medida, en el cerebro han desarrollado el neocortex, las hembras cuentan con glándulas mamarias que producen leche para alimentar a sus crías, tienen la mandíbula formada por un único hueso. |
| Subclase     | La subclase es una división de la clase. | Theria                                         | Los terios son aquellos mamíferos en los que el embrión se desarrolla en el interior del cuerpo materno. |
| Infraclase   | La infraclase es un grupo inferior de miembros de una subclase, que cuentan con las mismas características. | Placentalia                                    | Los placentarios son los mamíferos terios vivíparos, cuyo embrión es retenido en el interior del cuerpo materno para su alimentación primaria hasta el parto. |
| Magnorden    | El magnorden es un conjunto de superórdenes. | Los placentarios no se dividen en magnórdenes. | - |
| Superorden   | El superorden comúnmente es un conjunto de "granórdenes". ATENCIÓN: Cuando la clasificación es más pequeña y se usan las categorías más simples (superorden, orden, suborden e infraorden), el superorden es un conjunto de órdenes. | Euarchontoglires                               | En este caso, el superorden Euarchontoglires es un conjunto de órdenes, no de granórdenes. Por su estilo de vida de trepar plantas, se agrupa en este superorden a: roedores, lagomorfos, "musarañas de árbol" (Treeshrew, en inglés), colugos y primates. Se incluye también al primate humano porque también tiene un estilo de vida en medio de la flora (mundo vegetal). |
| Granorden    | El granorden es un grupo de mirórdenes. | Euarchontoglires no se dividen en granórdenes. | - |
| Mirorden     | El mirorden es un grupo de órdenes. | Euarchonta                                     | Primates y las órdenes de animales simiescos adaptados para trepar árboles (En realidad, Euarchonta no es considerado un mirorden pero tampoco un granorden. Es un clado, pero si contiene a un orden hablaríamos técnicamente de un mirorden). |
| Orden        | El orden es una agrupación de individuos de una clase que tienen características comunes entre sí. | Primates                                       | Los primates son aquellos mamíferos que tienen cinco dedos. |
| Suborden     | El suborden es una división del orden, también por características comunes de sus miembros. | Haplorrhini                                    | Los haplorrinos son los primates que carecen de membranas y vibrisas en la nariz o el hocico. |
| Infraorden   | El infraorden es también es una división del suborden. | Simiiformes                                    | Los monos y los simios, incluyendo al ser humano, que tradicionalmente se conocen como "monos del Nuevo y Viejo Mundo". |
| Parvorden    | El parvorden divide a las infraórdenes. | Catarrhini                                     | Monos con hocico más o menos recto y los orificios nasales dirigidos hacia el frente. |
| Superfamilia | Un conjunto de familias. | Hominoidea                                     | Los hominoideos son aquellas familias de primates que no poseen rabo o también llamado cola. |
| Familia      | La familia, como antes dicho, es la agrupación de seres vivos que se encuentran en un orden, por características comunes entre ellos.                                                                                                | Hominidae                                      | Los homínidos son los primates capaces de caminar en dos patas. |
| Subfamilia   | La subfamilia divide a la familia. | Homininae                                      | Los homíninos son los primates (con capacidad bípeda) con forma antropomórfica. |
| Tribu        | La tribu es una agrupación de individuos de una subfamilia. | Hominini                                       | Los homininis son los primates, con capacidad bípeda y forma antropomórfica, que caminan erguidos. |
| Subtribu     | Las subtribus proviene de una tribu, por características comunes, también. | Hominina                                       | Los primates homininos son aquellos con locomoción únicamente bípeda y postura erguida. |
| Género       | De las familias provienen los géneros, conjuntos de especies relacionadas entre sí por la evolución. | Homo                                           | El género Homo, que significa "hombre" en latín, es el género que enmarca al ser humano actual y todos sus ancestros. |
| Subgénero    | En las especies de un género, algunas pueden agruparse entre sí por características comunes de orden menor. | Homo no se divide en subgéneros.               | - |
| Especie      | Una especie es un grupo de individuos con las mismas características, que permiten relacionarse entre sí y tener descendencia. | Homo sapiens                                   | Comprende a todos los humanos actuales. |
| Subespecie   | Las subespecies son divisiones de una especie por características comunes. | Homo sapiens idaltu                            | Homo sapiens idaltu es una subespecie extinta, que contenía las mismas características de los humanos actuales pero se diferenciaba por sus rasgos parecidos a los de nuestros ancestros. A esto último se debe su nombre, que significa "hombre sabio viejo (o anciano)".                                                                                                   |

## Nomenclatura según la categoría taxonómica
La nomenclatura establece una terminología que permite saber, a partir del sufijo de un taxón cualquiera, cuál es su categoría taxonómica y dar cuenta de su posición en la jerarquía sistemática. La siguiente tabla muestra esa nomenclatura:
| Categoría taxonómica \ Reino | Planta Plantae                                                                                 | Alga Protista                                                                                  | Hongo Fungi                                                                                    | Bacteria                                                                                       | Animal Animalia                                                                                |
| ---------------------------- | ---------------------------------------------------------------------------------------------- | ---------------------------------------------------------------------------------------------- | ---------------------------------------------------------------------------------------------- | ---------------------------------------------------------------------------------------------- | ---------------------------------------------------------------------------------------------- |
| División o Filo              | -phyta                                                                                         | -phyta                                                                                         | -mycota                                                                                        |                                                                                                |                                                                                                |
| Subfilo                      | -phytina                                                                                       | -phytina                                                                                       | -mycotina                                                                                      |                                                                                                |                                                                                                |
| Clase                        | -opsida                                                                                        | -phyceae                                                                                       | -mycetes                                                                                       |                                                                                                |                                                                                                |
| Subclase                     | -idae                                                                                          | -phycidae                                                                                      | -mycetidae                                                                                     |                                                                                                |                                                                                                |
| Superorden                   | -anae                                                                                          | -anae                                                                                          |                                                                                                |                                                                                                |                                                                                                |
| Orden                        | -ales                                                                                          | -ales                                                                                          | -ales                                                                                          | -ales                                                                                          |                                                                                                |
| Suborden                     | -ineae                                                                                         | -ineae                                                                                         | -ineae                                                                                         | -ineae                                                                                         |                                                                                                |
| Infraorden                   | -aria                                                                                          | -aria                                                                                          |                                                                                                |                                                                                                |                                                                                                |
| Superfamilia                 | -acea                                                                                          | -acea                                                                                          |                                                                                                |                                                                                                | -oidea                                                                                         |
| Familia                      | -aceae                                                                                         | -aceae                                                                                         | -aceae                                                                                         | -aceae                                                                                         | -idae                                                                                          |
| Subfamilia                   | -oideae                                                                                        | -oideae                                                                                        | -oideae                                                                                        | -oideae                                                                                        | -inae                                                                                          |
| Tribu                        | -eae, ae                                                                                       | -eae, ae                                                                                       | -eae, ae                                                                                       | -eae                                                                                           | -ini                                                                                           |
| Subtribu                     |                                                                                                |                                                                                                |                                                                                                | -inae                                                                                          | -ina                                                                                           |
| Género                       | -us, -a, -um, -is, -os, -ina, -ium, -ides, -ella, -ula, -aster, -cola, -ensis, -oides, -opsis… | -us, -a, -um, -is, -os, -ina, -ium, -ides, -ella, -ula, -aster, -cola, -ensis, -oides, -opsis… | -us, -a, -um, -is, -os, -ina, -ium, -ides, -ella, -ula, -aster, -cola, -ensis, -oides, -opsis… | -us, -a, -um, -is, -os, -ina, -ium, -ides, -ella, -ula, -aster, -cola, -ensis, -oides, -opsis… | -us, -a, -um, -is, -os, -ina, -ium, -ides, -ella, -ula, -aster, -cola, -ensis, -oides, -opsis… |

Por debajo de la categoría de género, todos los nombres de taxones son llamados "combinaciones". La mayoría reciben también una terminación latina más o menos codificada en función de la disciplina. Se distinguen varias categorías de combinaciones:
- Entre género y especie (subgénero, sección, subsección, serie, subserie, etc.), las combinaciones son infragenéricas y binomiales
- En la categoría de especie, las combinaciones son específicas y binomiales
- Por debajo de la especie, las combinaciones son infraespecíficas y trinomiales.